# پالاتین

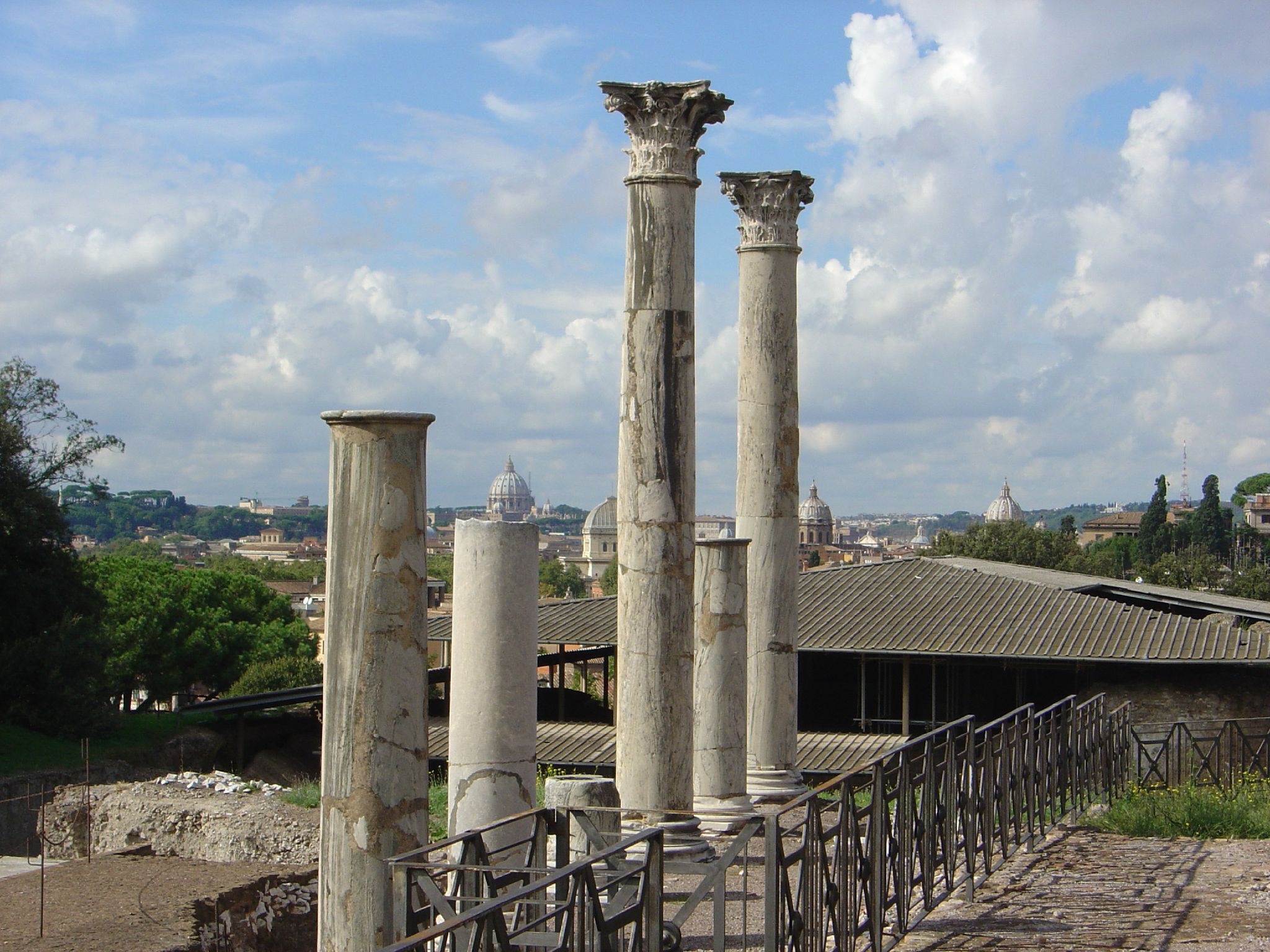
ستون‌های برجای‌مانده برفراز تپهٔ پالاتین

پالاسیوم یا پالاتیوم(به لاتین: Palatium) یا پالاتن(به فرانسوی: Palatin) یکی از هفت‌تپهٔ شهر رم بوده‌است. در اساطیر رومی آمده که رومولوس، نخستین شاه روم، شهر روم را بر فراز این تپه پی‌ریخت. از زمان آگوستوس کاخ امپراتوران روم برفراز پالاتیوم ساخته‌شد.

## ریشه شناسی واژه
پالاتین هم‌ریشه با واژگانی اروپایی همانند palace در انگلیسی، Palacio در اسپانیایی، Palais در فرانسوی و Palazzo درایتالیایی است و معنای کاخ را می‌رساند؛ کلمه «بلد» در قرآن نیز مشتق از این کلمه است.